# Elezioni federali in Germania del 1961
Le elezioni federali nella Repubblica Federale di Germania del 1961 si tennero il 17 settembre per il rinnovo del Bundestag.
Si recarono alle urne l'87.7% dei cittadini aventi diritto al voto.

## Risultati
| Liste                                          | Maggioritario | Maggioritario | Maggioritario | Proporzionale | Proporzionale | Proporzionale | BB | Totale seggi |
| Liste                                          | Voti          | %             | Seggi         | Voti          | %             | Seggi         | BB | Totale seggi |
| ---------------------------------------------- | ------------- | ------------- | ------------- | ------------- | ------------- | ------------- | -- | ------------ |
| Partito Socialdemocratico di Germania (SPD)    | 11.672.057    | 36,47         | 91            | 11.427.355    | 36,22         | 99            | 13 | 203          |
| Unione Cristiano-Democratica di Germania (CDU) | 11.622.995    | 36,32         | 114           | 11.283.901    | 35,76         | 78            | 9  | 201          |
| Partito Liberale Democratico (FDP)             | 3.866.269     | 12,08         | -             | 4.028.766     | 12,77         | 67            | -  | 67           |
| Unione Cristiano-Sociale in Baviera (CSU)      | 3.104.742     | 9,70          | 42            | 3.014.471     | 9,55          | 8             | -  | 50           |
| Partito Pangermanico (GDP)                     | 859.290       | 2,68          | -             | 870.756       | 2,76          | -             | -  | -            |
| Unione Tedesca della Pace                      | 587.488       | 1,84          | -             | 609.918       | 1,93          | -             | -  | -            |
| Deutsche Reichspartei                          | 242.649       | 0,76          | -             | 262.977       | 0,83          | -             | -  | -            |
| Altri <0,10%                                   | 48.976        | 0,15          | -             | 52.757        | 0,17          | -             | -  | -            |
| Totale                                         | 32.004.466    |               | 247           | 31.550.901    |               | 252           | 22 | 521          |

## Conseguenze
Il dato più rilevante delle elezioni del 1961 fu l'avanzata del Partito socialdemocratico, che per la prima volta dal dopoguerra divenne il primo partito tedesco. Questo successo, tuttavia, non fu sufficiente per poter formare un governo di sinistra.
Il cancelliere uscente Konrad Adenauer venne rinconfermato alla guida di una coalizione composta da CDU\CSU e FDP.